# Opryskiwacz

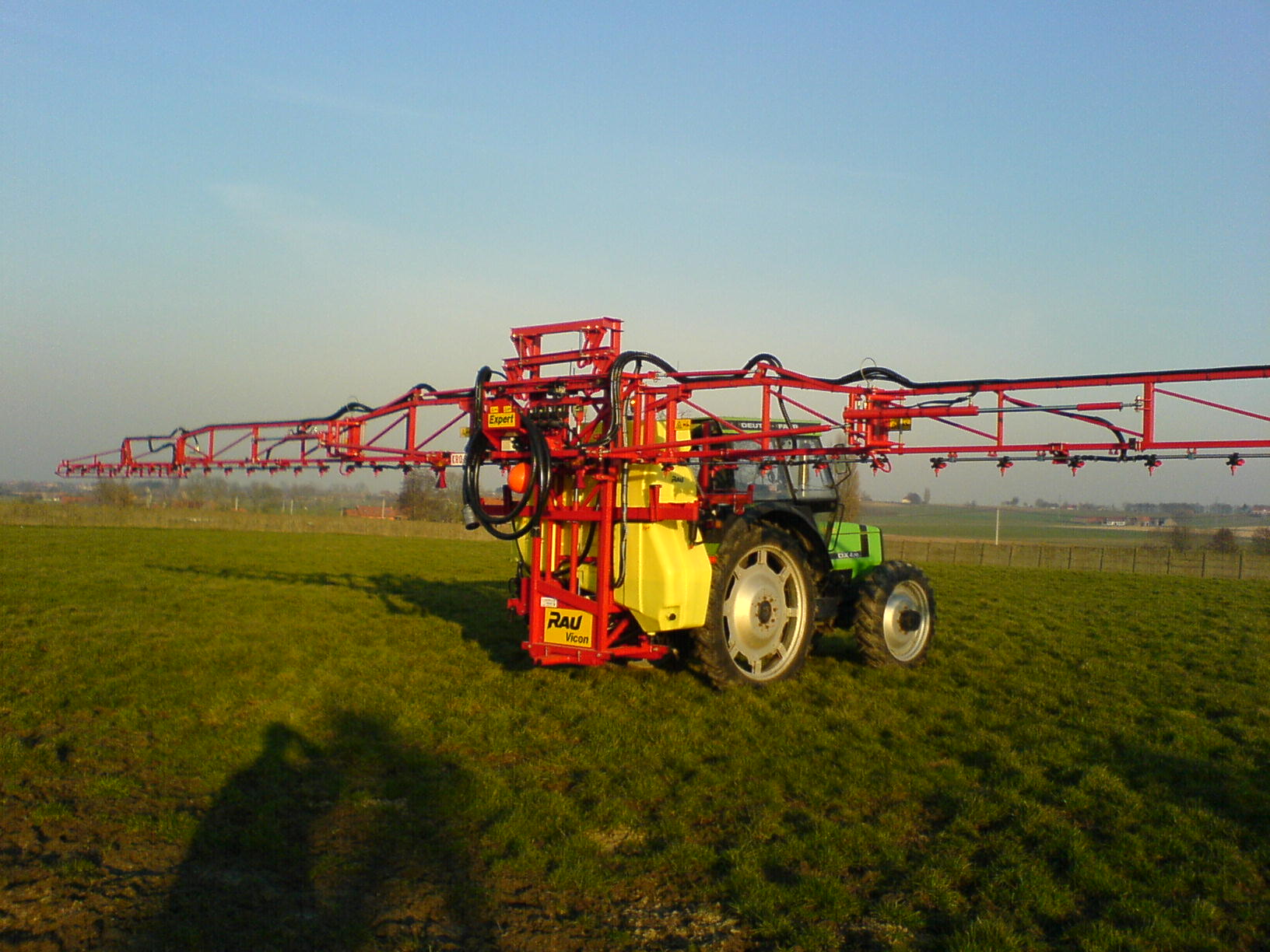
Opryskiwacz zawieszany z rozłożonymi lancami

Opryskiwacz – urządzenie do opryskiwania, stosowane przy ochronie chemicznej i nawożeniu roślin uprawnych oraz drzew i krzewów. W podstawowej wersji składa się ze zbiornika na ciecz roboczą, pompy oraz końcówki rozpylającej lub zestawu rozpylaczy umieszczonych na lancy opryskiwacza.

## Historia opryskiwaczy
Początki wykorzystywania opryskiwaczy w rolnictwie datuje się na okolice 1880 roku, niemniej jednak dynamiczny rozwój firm zajmujących się ich produkcją oraz powstawanie coraz to nowszych rodzajów opryskiwaczy przypadł na XX wiek.

## Typy opryskiwaczy
Ze względu na zastosowanie bądź metodę transportu, opryskiwacze można podzielić na kilka grup:
- samojezdne – opryskiwacze, które same są pojazdami – nie wymagają podczepienia np. do ciągnika. Posiadają własną jednostkę napędową oraz układ kierowniczy.
- polowe zawieszane
- polowe zaczepiane – opryskiwacze wykorzystywane na uprawach rolnych, które połączone są z ciągnikiem za pomocą haka i ciągnięte za pojazdem. Opryskiwacze te mogą mieć różne ułożenie dysz, dzięki czemu możliwe jest np. wykonywanie oprysków w pionie.
- opryskiwacz ULV
- sadownicze – opryskiwacze, które służą do wykonywania oprysków na drzewach i krzewach. Cechują się dużą wysokością wykonywania oprysków, która pozwala na dotarcie do najwyższych partii roślin uprawianych w sadzie.
- ogrodnicze – to rodzaj niewielkich opryskiwaczy, które wykorzystywane są najczęściej w przypadku małych upraw. Ich zaletami jest ergonomiczny kształt, niewielkie wymiary oraz łatwa obsługa. Dzielimy się je na opryskiwacze:
  - kompresyjne,
  - plecakowe(inne języki),
- specjalistyczne

## Zastosowanie w rolnictwie
Opryskiwacze są obecnie bardzo szeroko stosowane. Wśród podstawowych zastosowań możemy wymienić wykonywanie oprysków, których celem jest ochrona roślin z wykorzystaniem środków chwastobójczych, zwalczających owady i pasożyty oraz grzyby, a także chroniących przed różnego rodzaju patogenami. Co więcej, opryskiwacze stosowane są również do nawożenia upraw nawozami ciekłymi, których zaletą jest znacznie lepsze wchłanianie, co sprawia, że nawozy tego typu wykorzystywane są coraz częściej. Opryskiwacze są również stosowane do aplikacji innych agrochemikaliów, takich jak środki wpływające na wzrost roślin czy adiuwanty – preparaty poprawiające wchłanianie np. nawozów.

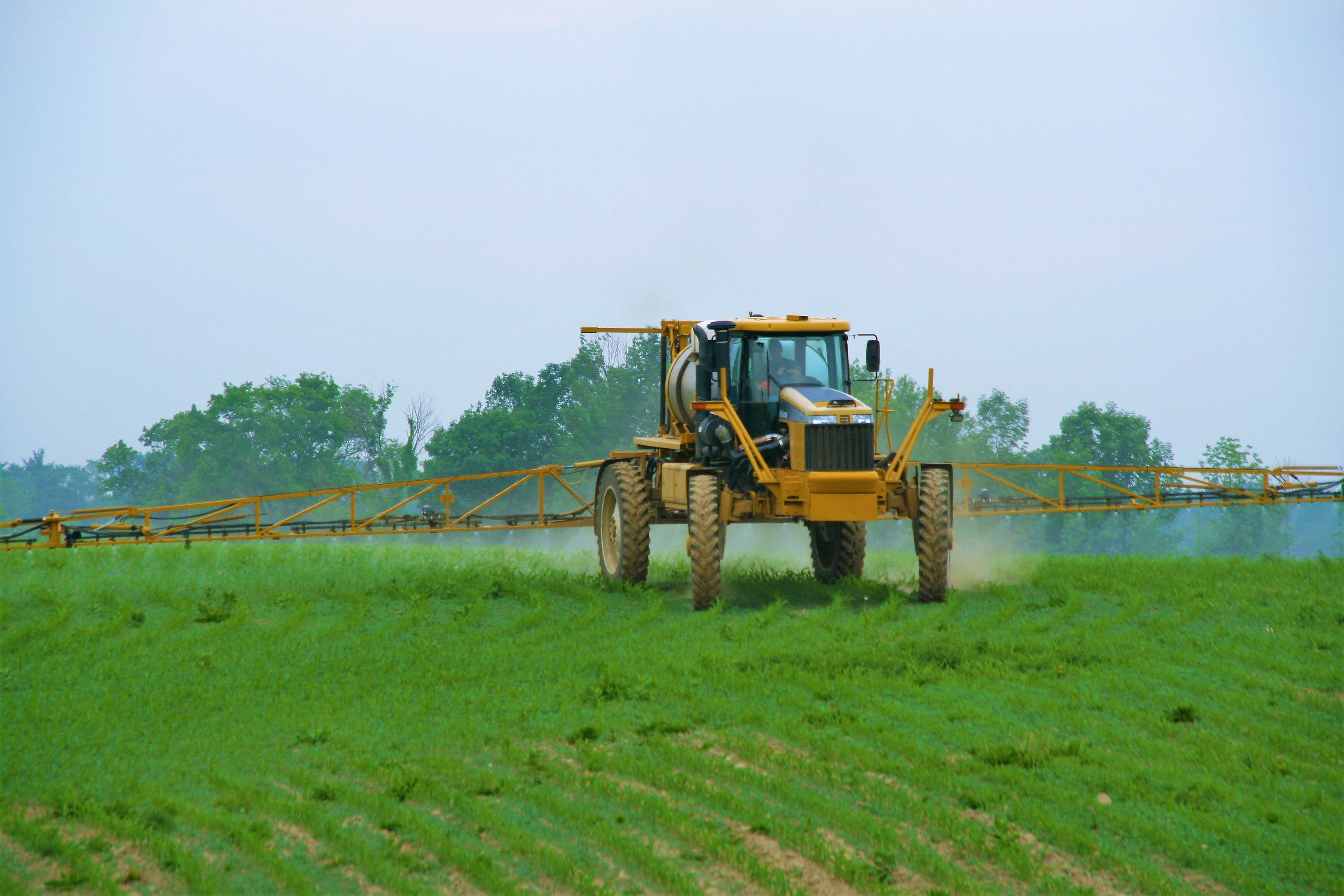
Samojezdny opryskiwacz polowy (30 m)
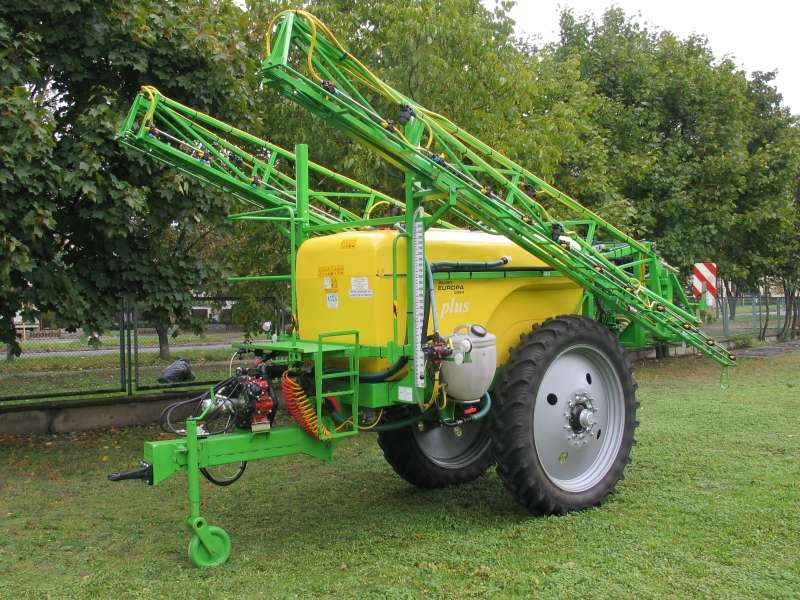
Opryskiwacz polowy przyczepny
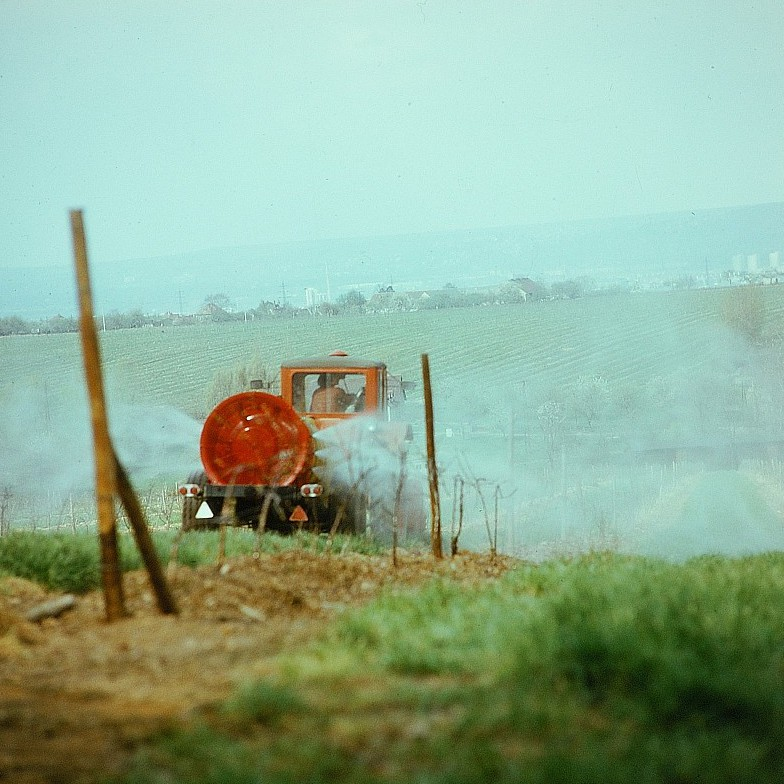
Opryskiwacz sadowniczy
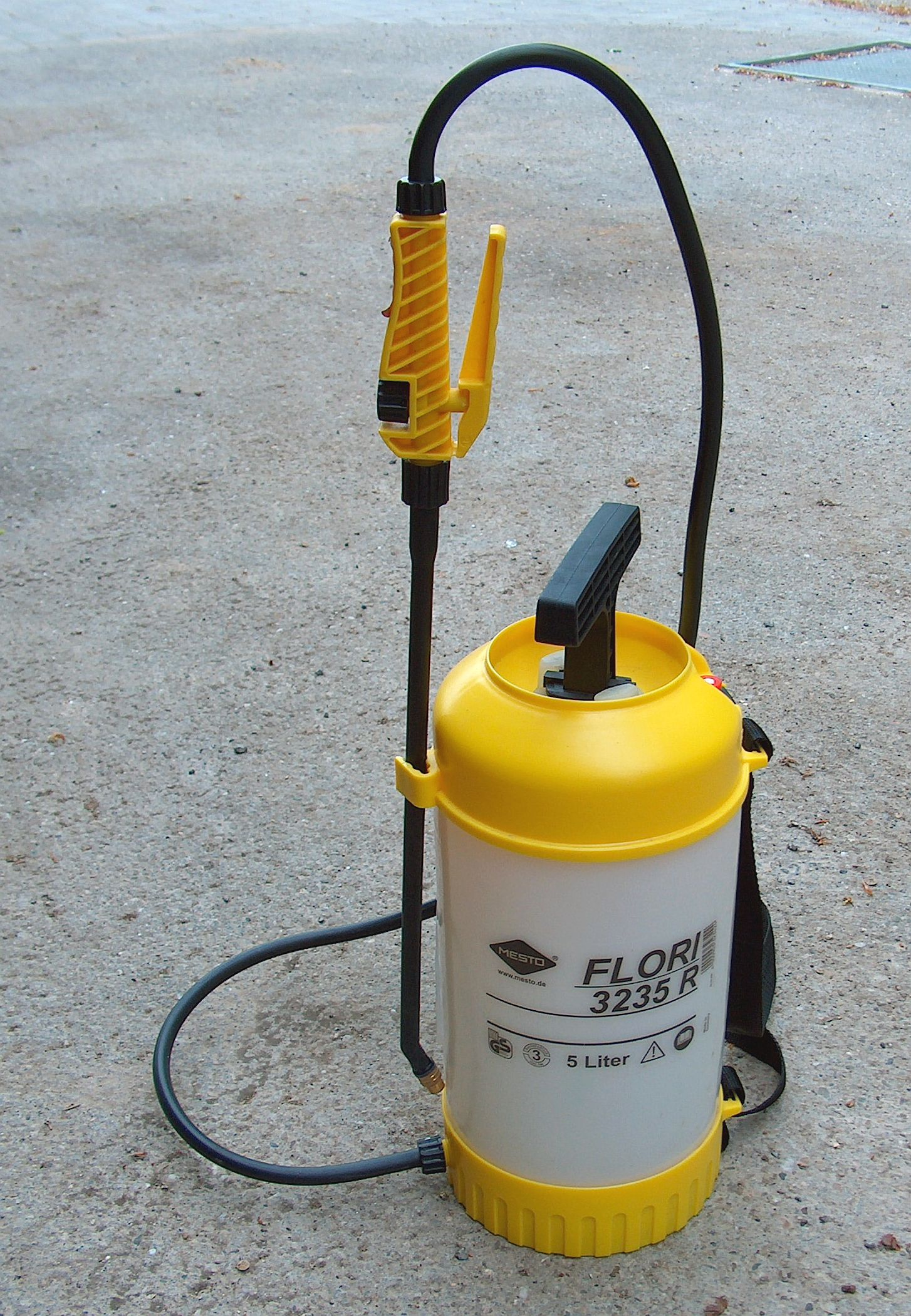
Opryskiwacz ręczny